# Gustaf Adolf Serlachius
Gustaf Adolf Serlachius, född 5 november 1830 i Ilomants, död 13 juni 1901 i Mänttä, var en finländsk industrialist och kommerseråd (från 1896). Han tillhörde samma släkt som Johannes och Karl Serlachius. Han var bror till Gabriel Serlachius (1835–1896) och farbror till Gösta Serlachius.
Gustaf Adolf Serlachius var apotekare i Tammerfors. Han var entreprenör och är en av den finländska träförädlingsindustrins banbrytare. Han grundlade 1868 ett träsliperi vid forsarna i Mänttä och 1881 också ett kemiskt massabruk där, samt lade ut järnväg från Filpula till Mänttä 1896. Han verkade även för sjöfartens utveckling vintertid. Serlachius grundlade G.A. Serlachius Oy.
Han var intresserad av jordbruk och ledde verksamheten på Joenniemi herrgård i Mänttä, som senare blev konstmuseet Gösta. Han var också en stor konstsamlare och lade grund för de samlingar, som idag visas på de båda Serlachiusmuseerna i Mänttä.